# Collettea longipedia
Collettea longipedia is een naaldkreeftjessoort uit de familie van de Colletteidae. De wetenschappelijke naam van de soort is voor het eerst geldig gepubliceerd in 1986 door Kudinova-Pasternak.